# اندیس آنومالی بالاش آباد۲
آنومالی بالاش آباد۲ یک اندیس فلزی است که در حوالی شهر سبزه وار استان خراسان قرار دارد و مادهٔ معدنی موجود در آن، طلا است.سنگ میزبان این اندیس پیروکلاستیکهای حاوی قطعات مافیک، آندزیت، سیلیس، آهک پلاژیک و بازالت است و دیرینگی آن به دوران ائوسن می‌رسد. در این اندیس، پاراژنز‌های طلا و نقره یافت می‌شوند.